# Eupithecia albertiata
Eupithecia albertiata là một loài bướm đêm trong họ Geometridae.